# Nephele triangulifera
Nephele triangulifera är en fjärilsart som beskrevs av Adolf G. Closs 1914. Nephele triangulifera ingår i släktet Nephele och familjen svärmare. Inga underarter finns listade i Catalogue of Life.

## Bildgalleri

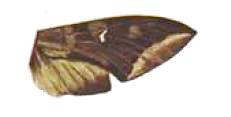